# Wereldkampioenschappen boogschieten 1987
De wereldkampioenschappen boogschieten 1989 waren door de Fédération Internationale de Tir à l'Arc (FITA) georganiseerde kampioenschappen voor boogschutters. De 34e editie van de wereldkampioenschappen vond plaats in de Australische stad Adelaide van 31 maart tot en met 4 april 1987.

## Medailles

### Recurve
| Onderdeel             | Goud | Goud                                                    | Zilver | Zilver                                     | Brons | Brons                                         |
| --------------------- | ---- | ------------------------------------------------------- | ------ | ------------------------------------------ | ----- | --------------------------------------------- |
| Mannen (individueel)  | URS  | Vladimir Jesjejev                                       | FRG    | Andreas Lippoldt                           | USA   | Jay Barrs                                     |
| Mannen (team)         | FRG  | Detlef Kahlert Andreas Lippoldt Bernd Schröppel         | USA    | Jay Barrs Lonny King Darrell Pace          | CHN   | Cao Ling Duan Hongjun Guang Ru                |
| Vrouwen (individueel) | CHN  | Ma Xiangjun                                             | KOR    | Wang Hee-kyung                             | CHN   | Yawen Yao                                     |
| Vrouwen (team)        | URS  | Ludmilla Arzhannikova Jelena Marfel Zebiniso Roestamova | KOR    | Park Jung-ah Wang Hee-kyung Yun Young-sook | FRA   | Nathalie Hibon Cathérine Pellen Nadine Saurin |

### Medaillespiegel
| Plaats | Land             | Goud | Zilver | Brons | Totaal |
| 1      | Sovjet-Unie      | 2    | 0      | 0     | 2      |
| 2      | West-Duitsland   | 1    | 1      | 0     | 2      |
| 3      | China            | 1    | 0      | 2     | 3      |
| 4      | Zuid-Korea       | 0    | 2      | 0     | 2      |
| 5      | Verenigde Staten | 0    | 1      | 1     | 2      |
| 6      | Frankrijk        | 0    | 0      | 1     | 1      |
| Totaal | Totaal           | 4    | 4      | 4     | 12     |